# Geronima Pecson

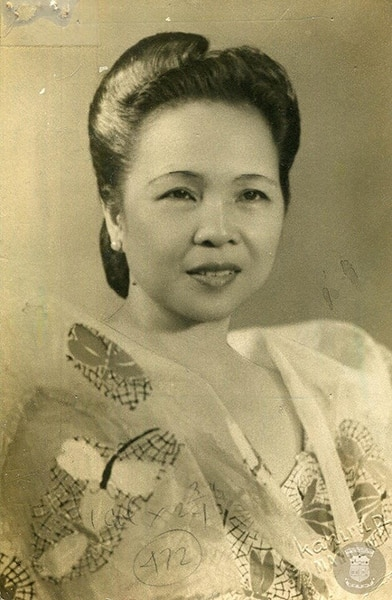
Geronima Pecson

Geronima Tomelden Pecson (* 19. Dezember 1896 in Barrio Libsong, Lingayen, Pangasinan; † 31. Juli 1989) war eine philippinische Politikerin der Liberal Party (LP), die unter anderem zwischen 1947 und 1953 Mitglied des Senats war. Sie war damit das erste weibliche Mitglied des Senats und eine Vorkämpferin für Frauenrechte auf den Philippinen.

## Leben

### Sozialarbeiterin, Frauenrechtlerin und Privatsekretärin von Präsident Laurel
Geronima Tomelden, zweites Kind von Victor Tomelden und Pacita Palisoc, absolvierte ihre schulische Ausbildung an öffentlichen Schulen in Lingayen. Ein grundständiges Studium an der Universität der Philippinen schloss sie mit einem Bachelor of Science (B.S.) ab. Ein darauf folgendes postgraduales Studium beendete sie mit einem Master of Arts (M.A.). Anschließend war sie als Sozialarbeiterin tätig und setzte sich für Frauenrechte auf den Philippinen ein. 1935 gehörte sie zusammen mit Natividad Almeda Lopez, Josefa Jara Martinez, Pilar Hidalgo Lim, Concepcion Felix Rodriguez, Corazon Torres und Josefa Llanes Escoda zu den Organisatorinnen einer mehrsprachigen Radio-Kampagne zur Einführung des Frauenwahlrechts im Commonwealth der Philippinen. Die Verfassung des Commonwealth sah vor, dass ein Frauenwahlrecht eingeführt werden sollte, wenn 300.000 Unterstützungsunterschriften von Frauen vorliegen würden. Am Tage des Plebiszits vom 30. April 1937 lagen schließlich 447.725 Unterstützungsunterschriften von Frauen vor, so dass es zur Einführung des Frauenwahlrechts kam.
Während der Amtszeit von Präsident José P. Laurel fungierte Geronima Pecson zwischen 1943 und 1945 als dessen Privatsekretärin. Anschließend wurde sie 1946 von Präsident Manuel Roxas zur stellvertretenden Leiterin des Präsidialamtes (Assistant Executive Secretary) im Malacañang-Palast ernannt.

### Senatorin 1947 bis 1953
Bei den Wahlen vom 11. November 1947 wurden acht der 24 Sitze im Senat neu vergeben. Geronima Pecson wurde bei dieser Wahl als Kandidatin der Liberal Party für eine sechsjährige Amtszeit zum Mitglied des Senats gewählt und damit zur ersten Frau, die dieser Kammer des philippinischen Kongresses angehörte. Bei dieser Wahl belegte sie mit 1.559.511 Stimmen (47,8 Prozent) den dritten Platz unter den insgesamt 21 Kandidaten.
Während ihrer sechsjährigen Senatszugehörigkeit war Geronima Pecson Vorsitzender verschiedener wichtiger Ausschüsse wie dem Senatsausschuss für Bildung (Senate Committee on Education), dem Senatsausschuss für Gesundheit und öffentliche Wohlfahrt (Senate Committee on Health and Public Welfare) und dem Gemeinsamen Kongressausschuss für Bildung (Joint Congressional Committee on Education). Daneben gehörte sie als Mitglied der Ernennungskommission (Commission on Appointments) sowie dem Wahlprüfungsausschuss (Senate Electoral Tribunal) an. Sie setzte sich maßgeblich für verschiedene Gesetzes auf dem Gebiet der Bildung ein und war insbesondere am Gesetz für frei und verpflichtende Bildung 1953 (Free and Compulsory Education Act of 1953) beteiligte. Daneben wirkte sie am Zustandekommen des Berufsbildungsgesetzes (Vocational Education Act), dem Gesetz zur Einführung für Lehrerausbildungseinrichtungen an besonderen staatlichen Kunst- und Handelsschule sowie am Gesetz zur Umwandlung der Forstwirtschaftsschule der Universität der Philippinen in eine Hochschule. Des Weiteren legte sie die Initiative zum Gesetz der Gemeindebüchereien (Municipal Library Law) vor. Zeitweise war sie auch kommissarische Vorsitzende der Wohneigentumsfinanzierungsgesellschaft HFC (Home Financing Corporation) und hatte sich vorher im Gesetzgebungsverfahren für Wohnungsfinanzierungen eingesetzt.
Bei den Wahlen vom 10. November 1953 bewarb sie sich um eine Wiederwahl für einen der acht neu zu vergebenden Senatssitze, verfehlte aber als Neunte unter den 20 Kandidaten mit 1.349.163 Wählerstimmen (31,2 Prozent) knapp den Wiedereinzug in den Senat. Bei den Wahlen vom 8. November 1955 kandidierte sie abermals für eine Wiederwahl in den Senat, verpasste aber mit 1.340.800 Wählerstimmen (26,6 Prozent) als Zwölfte unter 21 Bewerbern wieder einen der acht zu vergebenden Sitze. Bei dieser Wahl wurden zudem ausschließlich Bewerber der Nacionalista Party (NP) gewählt.

### Mitglied des UNESCO-Exekutivausschusses
1950 wurde sie als erster Filipino sowie erste Frau als Mitglied in den Exekutivausschuss der UNESCO gewählt und 1958 in dieser Funktion wiedergewählt. Zusammen mit Pedro Abella setzte sie sich in den 1960er Jahren beim Generaldirektor der UNESCO, René Maheu, für die Ratifizierung einer Konvention gegen die Benachteiligung in der Bildung ein.
Für ihre langjährigen Verdienste im öffentlichen Dienst und der Politik wurde sie mehrfach ausgezeichnet und erhielt unter anderem den Legion of Honor Award, den Pro Patria Presidential Award sowie 1964 den Outstanding Award für hervorragende Verdienste in der Bildung.
Geronima T. Pecson war mit Potenciano Pecson verheiratet, den sie während des Studiums kennengelernt hatte.

## Veröffentlichungen
- Tales of the American Teachers in the Philippines, Mitautorin Maria Racelis, 1959[19]